# Randy Becker
Randy Becker (Cleveland, 6 giugno 1970) è un attore statunitense.
Attivo a teatro, al cinema e in televisione, Becker è noto soprattutto per aver interpretato il ruolo di Ramos nella commedia di Terrence McNally Love! Valour! Compassion! a Broadway nel 1994 e nell'adattamento cinematografico diretto da Joe Mantello.

## Filmografia parziale

### Cinema
- Sabrina, regia di Sydney Pollack (1995)
- Le stagioni dell'amore (Love! Valous! Compassion!), regia di Joe Mantello (1997)

### Televisione
- Cinque in famiglia - serie TV, 1 episodio (1997)
- Pacific Blue - serie TV, 1 episodio (1997)
- Jack & Jill - serie TV, 4 episodi (2000-2001)
- The Lone Gunmen - serie TV, 1 episodio (2001)
- NYPD - New York Police Department - serie TV, 1 episodio (2002)
- Series - serie TV, 1 episodio (2003)

## Doppiatori italiani
- Riccardo Rossi ne Le stagioni dell'amore